# Vejle (gemeente)
Vejle is een gemeente in de Deense regio Zuid-Denemarken (Syddanmark) met 113.243 inwoners (2017), waarvan ongeveer de helft in de stad Vejle.
Bij de herindeling van 2007 werden de volgende gemeenten bij Vejle gevoegd: Børkop, Egtved, Give en Jelling.

## Plaatsen in de gemeente
- Grejs
- Bredal
- Ny Højen
- Skærup
- Brejning
- Børkop
- Vejle
- Gårslev
- Ågård
- Vandel
- Andkær
- Farre
- Nørup
- Give
- Thyregod
- Grønbjerg
- Jerlev
- Nørre Vilstrup
- Egtved
- Givskud
- Kollemorten
- Vonge
- Ødsted
- Ny Nørup
- Skibet
- Gadbjerg
- Jelling
- Østengård
- Randbøldal
- Bredsten
- Smidstrup
- Høl
- Hvidbjerg

Aabenraa · Ærø · Assens · Billund · Esbjerg · Faaborg-Midtfyn · Fanø · Fredericia · Haderslev · Kerteminde · Kolding · Langeland · Middelfart · Nordfyn · Nyborg · Odense · Sønderborg · Svendborg · Tønder · Varde · Vejen · Vejle
- International Standard Name Identifier: 0000 0004 0379 2795
- MusicBrainz: f48558c0-e81c-4428-b97d-d92e085801e8